# Самый лучший фильм 3-ДЭ
«Самый лучший фильм 3-ДЭ» — российская кинокомедия, пародирующая известные российские фильмы. Картина снята студией Comedy Club Production при поддержке видеопортала RuTube. Премьера состоялась 20 января 2011 года.

## Сюжет
Фильм начинается с начальной сцены чёрно-белого фильма «Тайна вождя» (пародия на фильм «Человек с ружьём»). Действия происходят в Петрограде в 1918 году. Солдат с чайником ходит по огромному зданию и спрашивает у каждого человека: «Где можно набрать кипяточку?». Неожиданно он встречает В. И. Ленина (Соловьёв) и соглашается сходить с ним в огромный и пустой зал. Когда они приходят в зал, Ленин начинает превращаться в страшное и ужасное существо с крыльями (напоминающего оборотня, ведь, в это время было полнолуние), и заживо съедает солдата. Затем кадр меняется и показывает уже обычного Владимира Ильича, который стоит у окна и курит, а потом произносит фразу: «Сколько же солдат я поймал на кипяточке!». Из окна слышен вой волка, и в это время два солдата на улице слышат его. Один говорит второму: «Наш-то похоже, ещё кого-то сожрал!», и второй солдат отвечает: «Полнолуние!». «Тайна вождя» заканчивается.
Режиссёром фильма «Тайна вождя» является Максим Утёсов (Харламов) — недооценённый режиссёр-любитель, который снимает свои фильмы на любительскую камеру. В это же время российские киноакадемики проводят конкурс «Самый лучший фильм России», в финал которого вышли 7 известнейших кинофильмов: «Адмиралъ», «Чёрная молния», «Тарас Бульба», «Стиляги», «Кандагар», «Утомлённые солнцем 2: Предстояние» и «Книга мастеров». До церемонии объявления победителя конкурса плёнки с фильмами (все в единственном экземпляре) запираются в сейф.
Но Виктор Палыч (Балуев) — глава «крупнейшего в России завода по производству нелегальных копий фильмов» — подкупает организатора премии Эдуарда Рыкова (Смирнитский), чтобы получить фильмы для нелицензионного копирования. Перевезти фильмы от Рыкова к Виктору Палычу должны Макс Утёсов и его друг Саня (Винс). Они едут на автомобиле и подъезжают к пиццерии, в подвале которой находится пиратская киностудия, но Макс и Саня сбивают на переходе девушку (Кузнецова) и везут её сжечь. Они проваливают задание: плёнки сгорают из-за того, что вместе с девушкой (она выжила) они взорвали и автомобиль, где лежали фильмы. Друзей начинают разыскивать видеопираты, а сам Рыков кончает жизнь самоубийством, выбросившись из окна. Единственный способ выжить: за 3 дня (до конкурса) переснять знаменитые российские кинокартины.
Макс, Саня и девушка, потерявшая память, приступают к съёмкам. В создании псевдокопий кинокартин участвуют многочисленные друзья, родственники и знакомые Макса. Сам Виктор Палыч находит Утёсова и каждый раз терпит фиаско в попытке его поймать.
День фестиваля настал. Переснятые «фильмы» никому не нравятся, и главный приз фестиваля получает любительский фильм Макса «Тайна вождя».

## В ролях
- Гарик Харламов — Макс Утёсов, режиссёр-любитель
- Пётр Винс — Александр Поплавков (Саня), охранник, друг Макса
- Екатерина Кузнецова — Варя, девушка без памяти, сбитая Максом и Саней
- Александр Балуев — Виктор Палыч, глава завода по производству пиратских фильмов
- Валентин Смирнитский — Эдуард Альбертович Рыков, организатор конкурса «Самый лучший фильм России»
- Михаил Ефремов — дядя Миша, учитель труда
- Александр Семчев — дядя Паша, костюмер
- Олег Сорокин — Аскольд, гримёр-патологоанатом
- Александр Андриенко — майор
- Михаил Горский — лейтенант
- Иннокентий Тарабара — сосед Эдуарда Рыкова
- Анатолий Дзиваев — киноакадемик № 1
- Андрей Градов — киноакадемик № 2
- Денис Яковлев — «Бондарчук»
- Александр Сигуев — ученик

### Приглашённые знаменитости
- Сергей Глушко
- Влад Топалов
- Ирина Забияка
- Юлия Ковальчук
- Сергей Зверев — селебрити
- Алексей Чумаков — селебрити
- Лера Кудрявцева — ведущая церемонии
- Митя Фомин — камео
- Анна Семенович
- Арташес Саркисян
- Евгений Рудин (DJ Грув)
- Надежда Сысоева — селебрити
- Андрей Разыграев
- Полина Сибагатуллина
- Мария Кравченко
- Дмитрий Шутко
- Татьяна Морозова
- Наталия Медведева — селебрити
- Наталья Гулькина
- Елена Борщёва

## Фильмы — объекты пародий

### Переснятые фильмы
- «Тарас Бульба»
- «Адмиралъ»
- «Стиляги»
- «Кандагар»
- «Книга мастеров»
- «Утомлённые солнцем 2: Предстояние»
- «Чёрная молния»

### По сюжету фильма
- «Глухарь в кино» — сцены, в которых участвуют полицейские.
- «Человек с ружьём» — чёрно-белый фильм Макса.
- «Сумерки» — сцена укуса в чёрно-белом фильме Макса.
- «Перемотка» — цель Макса и Сани переснять фильмы за 3 дня.
- «Убить Билла 2» — Макс и Саня закапывают Варю, но она выбирается из земли.
- «Криминальное чтиво» — Макс пытается воскресить Варю с помощью молотка.
- «Возвращение Супермена» — заставка церемонии конкурса «Самый лучший фильм России».
- «Взрыватель» — сцена взрыва фургона Макса.
- «Терминатор» — кукла с камерой в глазу, с которой Макс пришёл в кинотеатр.